# 155215 Vámostibor
A 155215 Vámostibor (ideiglenes jelöléssel (155215) 2005 VU2) a Naprendszer kisbolygóövében található aszteroida. Sárneczky Krisztián fedezte fel 2005. november 4-én.